# Carla Nouwen
Carla Nouwen (Deurne, 29 november 1986) is een Nederlands tafeltennisster. Ze maakte deel uit van het nationale team van Nederland en kwam in teamverband sinds het najaar van 2008 uit voor WRV Kleve (Duitsland). Nouwen werd in 2008 en 2009  Europees kampioene in het toernooi voor landenploegen.
Nouwen bereikte in augustus 2009 haar tot dan toe hoogste positie op de ITTF-wereldranglijst, toen ze daarop 206e stond.

## Loopbaan
Na haar start bij de Limburgse tafeltennisvereniging TTV Koningslust tijdens haar basisschoolperiode woonde, vertrok ze naar Maasbree. Samen met Linda Creemers werd Nouwen in 2003 Nederlands kampioene dubbelspel. In 2005 won ze samen met Barry Wijers de nationale titel in het gemengd dubbelspel. De linkshandige Limburgse speelde in de Nederlandse eredivisie voor Westa, maar vertrok op haar negentiende naar Spanje. Daar woonde ze in huis bij en trainde ze onder de voormalig Duitse bondscoach Peter Engel. Daarnaast speelde Nouwen in de Spaanse Superdivisie voor Fotoprix Vic, waarmee ze landskampioen werd en de Spaanse beker won. Ze vertrok halverwege 2008 naar het Duitse WRV Kleve uit de 2. Bundesliga, omdat spelen voor die club te bereizen valt in combinatie met een studie pedagogische wetenschappen aan de Radboud Universiteit Nijmegen. In 2012 keert ze terug in de Nederlandse competitie om in de eredivisie voor SKF Veenendaal te spelen.

## Erelijst
- Europees kampioen 2008 en Europees kampioen 2009 met de Nederlandse vrouwenploeg
- Winnares Spaanse Superdivisie 2007/08 (met Fotoprix Vic)
- Winnares nationale beker van Spanje 2007/08 (met Fotoprix Vic)
- Winnares  Open Bulgaarse Kampioenschappen dubbelspel 2008 (met Linda Creemers)
- Winnares  Open Bulgaarse Kampioenschappen landenploegen 2008 (met Linda Creemers en Jelena Timina)
- Nederlands kampioene dubbelspel 2003 (met Linda Creemers) en 2014 (met Nicky Zetsen).
- Nederlands kampioen gemengd dubbel 2005 en 2011 (met Barry Wijers)
- Zilver NK Junioren 2002 en 2004
- Zilver NK Kadetten 2001

ITTF Pro Tour:
Enkelspel:
Dubbelspel:
- Verliezend finaliste Belarus Open 2009 (met Linda Creemers)